# Kastrullresan
Kastrullresan är en svensk familjefilm från 1950 i regi av Arne Mattsson. 

## Om filmen
Filmen bygger på en barnbok med samma namn skriven av Edith Unnerstad från 1949; den första boken om familjen Pip-Larsson.

## Handling
Familjen Larsson är en barnrik familj och bor trångt i en lägenhet i en stad. Pappa Patriks farbror, kallad "farbror Öl" äger ett stort bryggeri och familjen hoppas få ärva pengar av honom när han dör - men när han väl avlidit får Larssons bara ärva ett par bryggerivagnar och två bryggarhästar. De bestämmer sig för att göra om vagnarna till husvagnar och lämna staden för att resa till mamma Majas syster och samtidigt marknadsföra Patriks uppfinning Pip-Kastrullen.

## Rollista i urval
- Sigge Fürst - Patrik "Pip-Larsson"
- Eva Dahlbeck - mamma Maja Larsson
- Edvin Adolphson - luffaren Enoksson
- Sture Lagerwall - privatdetektiv Vilfred Vågberg
- Ragnvi Lindbladh - moster Bella
- Olof Winnerstrand - farbror Öl
- Svea Holst - fröken Eternell, farbror Öls husa
- Julia Cæsar - fröken Lur
- Björn Berglund - motorcykelpolis
- Tom Walter - Svartis
- Birger Åsander - Lång-John
- John Melin - herr Sirius, hälare
- Birgitta Olzon - Desdemona "Dessi" Larsson
- Lasse Sarri - Lasse Larsson, berättaren
- Ann Bornholm - Miranda "Mirre" Larsson
- Inger Norberg - Rosalinda Larsson
- Öyvind Serrander - Knutte Larsson
- Jurgen Palmgren - Patrik "Pysen" Larsson
- Pär Lundin - Ofelia "Lilla O" Larsson